# Izba Deputowanych (Tunezja)
Izba Deputowanych (arab. مجلس النواب) - dawna izba niższa parlamentu Tunezji. Działała w latach 1981-2011, składała się z 214 członków wybieranych na pięcioletnią kadencję. W wyborach stosowano ordynację proporcjonalną. 161 mandatów obsadzanych było w 26 regionalnych, wielomandatowych okręgach wyborczych. Pozostałe 53 miejsca zajmowali kandydaci z list ogólnokrajowych, przy czym w podziale tej puli brały udział wyłącznie ugrupowania, którym nie udało się zdobyć ani jednego mandatu w okręgach. Rozwiązanie takie miało gwarantować obecność w parlamencie sił innych niż zdecydowanie dominujące wówczas na scenie politycznej Tunezji Zgromadzenie Demokratyczno-Konstytucyjne. 
Czynne prawo wyborcze przysługuje obywatelom Tunezji mającym ukończone 18 lat. Obywatele naturalizowani mogli głosować dopiero po upływie pięciu lat od swojej naturalizacji. Kandydatami mogli być obywatele tunezyjscy w wieku co najmniej 23 lat. Obywatele naturalizowani mogli starać się o wybór jedynie w sytuacji, gdy obywatelstwo Tunezji posiadało też co najmniej jedno z ich rodziców.
22 listopada 2011 Izba Deputowanych została rozwiązana na rzecz nowo wybranego jednoizbowego Zgromadzenia Konstytucyjnego. 